# Drętwa europejska
Drętwa europejska, drętwa śródziemnomorska, drętwa pstra, drętwa plamista (Torpedo marmorata) – gatunek morskiej ryby chrzęstnoszkieletowej z rodziny drętwowatych (Torpedinidae).

## Występowanie
Zasiedla wody w pobliżu raf koralowych, na głębokościach  2–370 m p.p.m. Wschodni Ocean Atlantycki i Morze Śródziemne. Rzadko spotykana w Morzu Północnym w kanale La Manche.

## Charakterystyka
Średniej wielkości ryba o brązowym ubarwieniu z marmurkowym deseniem, zaopatrzona w dwa duże narządy elektryczne umiejscowione na głowie, wytwarzające napięcie do 200 V. Prowadzi nocny, samotniczy tryb życia. W ciągu dnia zagrzebuje się w podłożu. Pożywieniem są mniejsze ryby i skorupiaki.
Gatunek żyworodny, rozdzielnopłciowy. Dorasta do 100 cm długości ciała i masy do 3 kg.